# المحلة (حفاش)

تعديل مصدري - تعديل

المحلة هي إحدى قرى عزلة بني مأمون بمديرية حفاش التابعة لمحافظة المحويت، بلغ تعداد سكانها 215 نسمة حسب تعداد اليمن لعام 2004.